# Khouribga
 (novembre 2011).
Si vous disposez d'ouvrages ou d'articles de référence ou si vous connaissez des sites web de qualité traitant du thème abordé ici, merci de compléter l'article en donnant les références utiles à sa vérifiabilité et en les liant à la section « Notes et références ».
Khouribga (en arabe : خريبكة, en tamazight : ⵅⵯⵔⵉⴱⴳⴰ) est une ville du Maroc de 342 125 habitants, située à 120 km au sud-est de Casablanca. Cette cité minière est considérée comme la plus importante zone de production de phosphates du monde. Le Groupe OCP, la première entreprise publique du Maroc, exploite la zone minière du bassin d'Ouled Abdoun et gère en partie les infrastructures sportives et sociales de la ville. 
Khouribga est connue pour ses activités culturelles, comme l'organisation de festivals, de journées culturelles et artistiques, ainsi que pour ses activités sportives : football, tennis, rugby à XV, golf, natation, handball, basketball, volleyball, karting, athlétisme… La plupart de ces clubs dépendent de l'Olympique Club de Khouribga (OCK) et du Hassania de Khouribga (HUSK).

## Toponymie
L'origine du nom de la ville est obscure. Plusieurs hypothèses sont avancées à son sujet dont certaines très fantaisistes. Dans l'une de ces hypothèses, on considère « khreibga » (arabe dialectal : خريبگة) comme une déformation vulgaire de « kheirbec » (arabe : خيربك), pseudonyme d'un certain juif, déguisé en musulman turc, présumé informateur des explorateurs européens. Mais aucun document ne corrobore cette hypothèse légendaire. Dans une autre, on dit que le nom de la ville vient de l'expression « kheir bqa » (arabe dialectal : الخير بقى) qui signifie : «le bien perdure » ou « le bien excède », étymologie qui contraste avec l'aridité de la région, et l’extrême cruauté de l’exploitation coloniale.
La ville de Khouribga tire probablement son nom du verbe arabe « kharbaqa » (arabe : خربق) qui signifie, d’après les dictionnaires d'arabe classique, « précipiter sa marche », « entrelacer », mais aussi « trancher », « couper », « morceler ». Ce dernier sens renvoie, peut-être, au paysage anarchique des premiers sites d'extraction des phosphates.

## Découverte des phosphates
En 1912, on découvre du phosphate dans la région d'El Borouj. Une prospection systématique des plateaux est entreprise et il apparaît qu'un riche gisement existe à l'Ouest d'Oued-Zem.
Un dahir du 20/8/1920 crée un Office chérifien des phosphates (O.C.P.) qui commence l'exploitation à Khouribga dès mars 1921. Le premier centre est Boujniba, ou s'installent l'administration et les services extérieurs de l'O.C.P. à proximité de la première recette (recette m actuelle). Mais en 1924 la direction de l'O.C.P. décide d'abandonner Boujniba pour s'installer près de la côte 791.
L'emplacement choisi est appelé Khouribga du nom que les nomades lui donnaient. Le mot dérive de la racine : KH, R, B, qui signifie « être percé ». En effet, à cet endroit la surface était percée de trous naturels dus au mode d'érosion particulier des surfaces calcaires.
Dans son rapport présenté au Comité français d'histoire de la géologie (COFRHIGEO), en 1977, Philippe Morin écrit : 

« En 1917, le commandant P. Bursaux, ancien collaborateur de Philippe Thomas en Tunisie et qui avait dirigé les exploitations de Metlaoui et la Cie du chemin de fer de Gafsa à Sfax, fut chargé d'une étude, en particulier du tracé de la voie ferrée militaire de Casablanca à Oued-Zem. Il reconnut à cette occasion la nature phosphatée du prétendu « sable » dont les officiers se servaient pour la construction des baraquements d'Oued-Zem. Des travaux par puits et galeries furent entrepris ; faits à la main… en traversant la dure et puissante « dalle à Thersitées », ils mirent en évidence quatre couches de phosphate à haute teneur. Devant l'importance de ce gisement, Lyautey fonda, le 7 août 1920, l'office chérifien des phosphates, dont les premiers travaux débutèrent en 1921.
Si l'historique de ces découvertes au Maroc — qui a été excellemment retracé par Alfred Beaugé (1935) et par Pierre Despujols (1936) — est bien connu, certains faits restent encore insoupçonnés et mériteraient sans doute des recherches plus approfondies. C'est ainsi que notre confrère Henri Salvan m'a signalé qu'en 1899, deux géographes allemands, Theobald Fischer et Joachim von Pfeil, qui exploraient la plaine de la Chaouïa et les plateaux de Khouribga avaient observé et décrit des sédiments « sableux » dans la région d'Oued-Zem, recouverts par une formation calcaire (la « dalle à Thersitées »), mais sans soupçonner qu'il s'agissait là de phosphate de chaux du gisement des Oulad-Abdoun, le plus riche et le plus continu du Maroc, et non des placages résiduels qui s'échelonnent sur le flanc nord du Haut Atlas, dont Brives reconnaîtra plus tard la nature.
Ce fait est d'autant plus intéressant à relever que la démonstration spectaculaire de Guillaume II à Tanger (31 mars 1905), la célèbre mission de prospection des frères Mannesmann, pourtant menée avec des moyens considérables, ne débuta qu'en 1906, enfin le Coup d'Agadir (1er juillet 1911) furent des événements postérieurs à la mission Fischer-von Pfeil et montrent à l'évidence l'intérêt particulier de l'Allemagne pour le Maroc au début du XXe siècle. »

## Tribus et mode de vie de la population à sa création
Deux tribus se partageaient en 1920 ce qui sera le cercle de Khouribga : les Ouled Bahr el Kbar au Nord-Est de la ville future, comprenant les Ouled Brahim, les Goufaf et les Béni Ikhlef d'une part ; et les Ouled Bahr es Sghrar au Sud et à l'Ouest d'autre part, comprenant les Ouled Abdoun, les Fokra, les M'Fassis et les Ouled Azzouz. Ces tribus étaient nomades, vivant un peu de cultures céréalières (blé et surtout orge) mais principalement grâce à un cheptel important de moutons avec lequel il se déplaçaient des Gaadas-des-Abdoun où ils séjournaient jusqu'au printemps, vers les forêts Smaala et Beni-Zemmour au Nord-Est où ils passaient l'été et une partie de l'automne.
Les pasteurs vivaient sous la tente (khaima) ; une faible proportion (5 %) d'habitants vivaient dans des agglomérations (Boujniba, Boulanouar), ou plutôt dans quelques maisons près d'un marabout ou d'un puits.

## Développement de la population à ses débuts
À sa création, le recrutement des ouvriers à l'OCP posait de graves difficultés. Pour les travaux de terrassement de 1917 à 1920 on avait eu recours aux nomades qui devaient fournir quatre jours de travail par an et par homme à leur caïd.
A Boulanouar et Boujniba, on employa même des condamnés de droit commun. Le rendement demeurait faible, la population ouvrière était très instable. Cependant, les cadres remarquèrent vers 1923, que certains nouveaux venus du Souss travaillaient d'arrache-pied avec un bon rendement et s'en allaient une fois un petit pécule constitué. Ce fait allait avoir une influence sur le peuplement de Khouribga. En effet, à partir de cette constatation, naquit une double politique :
l'OCP allait prospecter systématiquement la main d’œuvre chleuh et, par des avantages sociaux divers (le logement surtout), l'Office entendait les fixer à Khouribga ou dans les villages miniers. Des tournées de propagande furent entreprises à partir de 1924 et jusqu'en 1935. L'OCP entrait sur ce plan en concurrence avec l'entreprise minière de Jerada. Diverses pressions furent exercées sur les caïds du Sud pour activer le recrutement. Les cadres de la prospection s'entourèrent d'ouvriers du Sud, les meilleurs, pour qu'ils fassent de la propagande auprès de leur famille et de leurs voisins.

## Valorisation culturelle de la mine

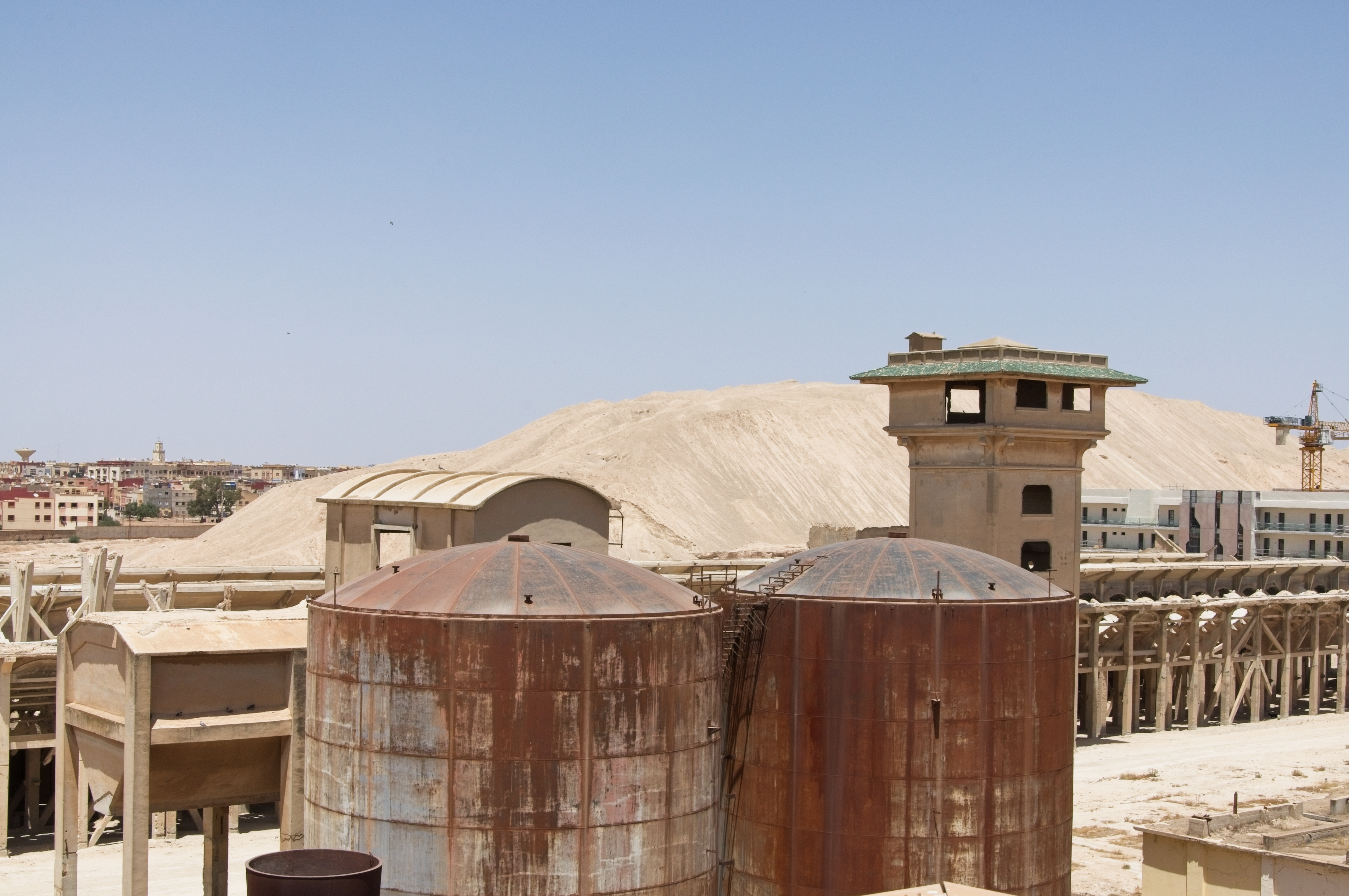
Vue sur un ancien terril de phosphate à Khouribga

En 2013, le groupe OCP a entamé un processus de tourisme scientifique intégré dit « Mine verte » qui concernera en 2014 plus de 300 ha, avec médiathèque, cafétéria et auditorium. Un parc d’attractions et d'un parc environnemental seront ensuite construits, ainsi qu'un ensemble d’équipements de loisirs, sportifs, immobiliers et hôteliers, le tout étant intégré dans un circuit touristique, avec notamment le musée de la mine de Khouribga.

## Population
- Selon le dernier recensement général de la population (2004), la population de la ville atteint 166 397 habitants dont 75 étrangers.
- En 2013, la population de la ville est estimée de 210 000 habitants.

## Art et culture

### Infrastructures culturelles

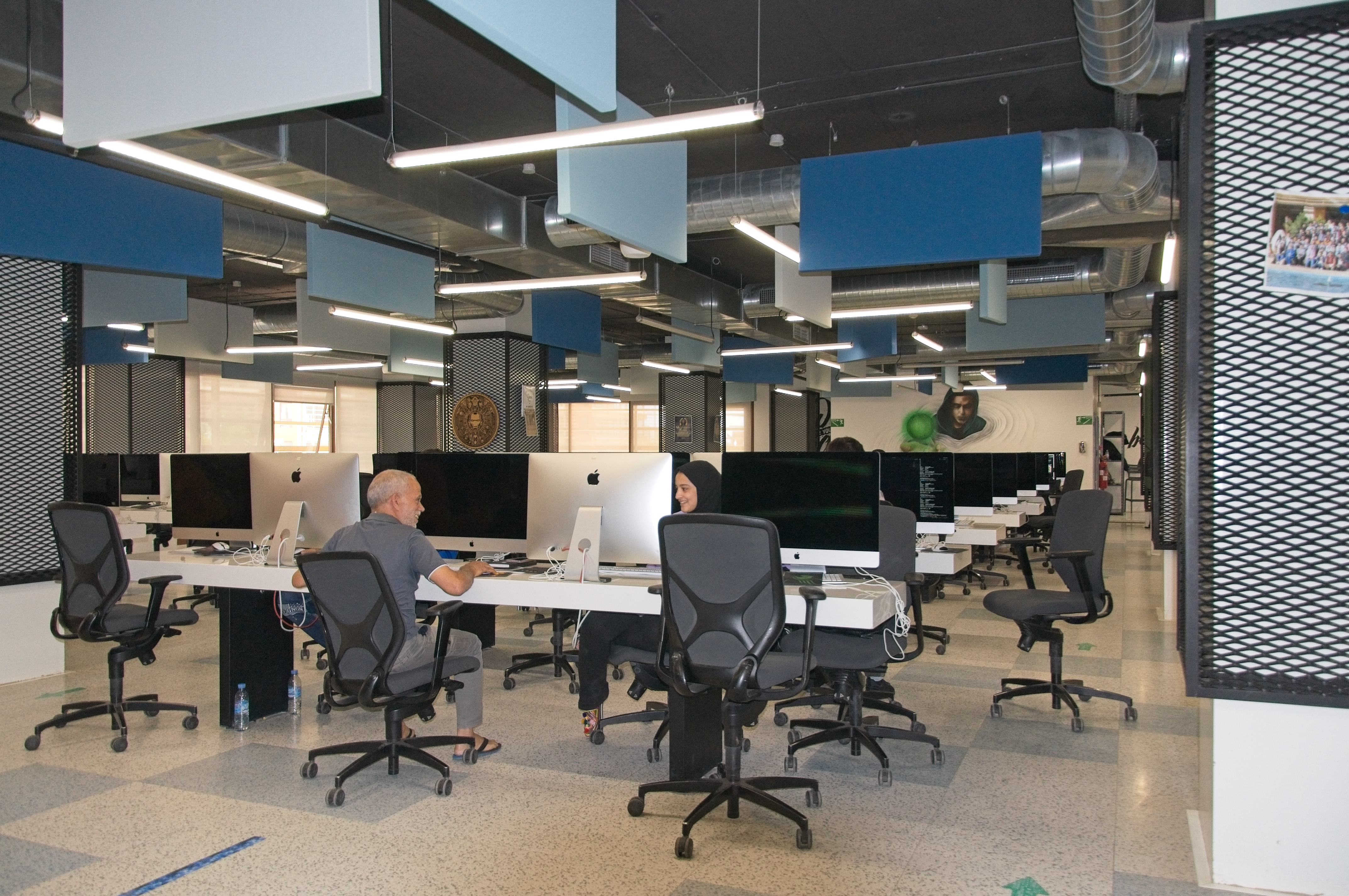
Une salle de coding de l'école 1337 en juillet 2024

- École 1337 : 1re école de programmation informatique reprenant la méthodologie de l'Ecole 42 fondée par Xavier Niel.
- Complexe culturel national : inauguré en 2004 au cœur du boulevard Moulay Youssef, il comprend des ateliers artistiques, et une salle d'exposition centrale qui s'étend à 450 places, dont 70 places VIP.
- Médiathèque de la Mine verte : ouverte en 2015, cette médiathèque est située à l'entrée de la plateforme touristique «Mine verte» développée par le Groupe OCP. Elle a une construction d'une nouvelle architecture basée sur l'innovation et la durabilité. Elle comprend une bibliothèque, un centre de lecture, un café littéraire et une salle d'exposition audio-visuelle polyvalente d'une capacité de 230 places.
- Salle des fêtes OCP : C'est le lieu de rassemblement mythique de la communauté cultivée de la ville de Khouribga. Construite en 1926 par le Groupe OCP, elle a abrité plusieurs événements socio-culturels à tous les niveaux. Elle est rénovée et élargie en 2017, et devient ainsi la 2e plus grande salle d'exposition cinématographique de la ville, avec une capacité de 320 spectateurs.
- Complexe socio-culturel de l'INDH, situé au quartier Al-Qods.
- Complexe socio-culturel de l'INDH, situé au quartier Al-Fath.
- Maison des jeunes, avenue Mohammed VI.
- Maison des jeunes, quartier Al-Fath.
- École Nationale des Sciences appliqués, boulevard Béni Amir
- Faculté pluridisciplinaire, quartier Ezzaitoune

## Sports

### Clubs de sport et les sections sportives
La plupart des sections sportives de Khouribga dépendent de l'OCK (Olympique club de Khouribga) et de l'HUSK (Hassania de Khouribga) :
- football ;
- tennis ;
- golf ;
- natation ;
- équitation ;
- athlétisme ;
- karting ;
- ball-trap (tir aux pigeons) ;
- rugby à XV ;
- handball ;
- volley-ball ;
- basket-ball ;
- judo ;
- karaté ;
- pétanque ;
- aïkido ;
- boxe anglaise.

### Infrastructures sportives
- le complexe sportif de l'OCK qui contient un terrain officiel gazonné de football (10 000 spectateurs) + 3 terrains gazonnés appartenant à l'école de football de l'OCK.
- le stade municipal qui possède un terrain gazonné et un champ de course ébonite. d'une capacité de (6 500 spectateurs).
- la salle couverte OCP pour le basket-ball, le handball et le volley-ball.
- la grande salle couverte "Moulay Youssef".
- la salle couverte "Al-Amal" au quartier de l'ERAC.
- le club de tennis : 4 terrains de terre battue.
- le club de natation : 2 bassins pour la natation.
- le club équestre : une piste gazonnée + une piste de gravier.
- le club de golf avec une large piste gazonnée.
- la piste de karting : réservée pour la course de stock-car.
- le terrain Ain Lfouara de rugby.

## Quartiers et boulevards

### Quartiers
À partir de 2011, Khouribga comprend sept arrondissements urbains (7 مقاطعات حضرية)
Géographiquement, Khouribga peut être divisée en 5 grandes divisions :

#### Village européen (Agdal)
Cette zone de la ville comporte les subdivisions suivantes :
- Village OCP : c'est le plus grand et le plus ancien quartier de la ville, fondé par Alfred Beaugé. Il comprend le bel édifice de l’église Sainte-Barbe transformé aujourd’hui en un centre culturel, les vestiges de l’église orthodoxe ainsi que de la synagogue juive, l’hôpital français, des villas, le siège régional mythique de l'OCP, les établissements socio-culturels du Groupe OCP, les infrastructures sportives de l'OCK, les parcs publics de récréation et les espaces verts.

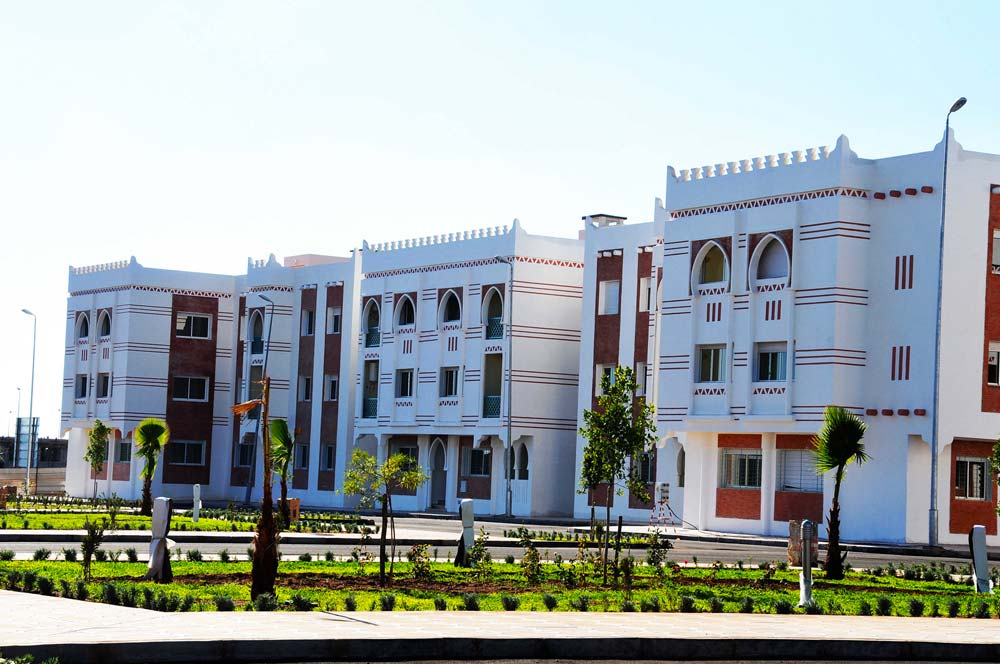
Place centrale du quartier Hanaa2 (Khouribga)

- Hay El Hanaa 1 & 2
- Byout.
- Quartier des oliviers. (Zitouna)

#### Nahda
Cette zone de la ville comporte les subsivisions suivantes :
- Quartier Nahda.
- Hay Al Massira.
- Hay Al Karam.
- Yassmina 1 & 2.
- Hay Dakhla
- Hay Iqbal

#### Khouribga Médina
Malgré son nom, cette partie de la ville de Khouribga ne ressemble pas du tout aux médinas anciennes d'autres villes du Maghreb. Même si un quartier s'appelle "Madina al qadima" (vieille ville), il est composé largement par des bâtiments modernes.
Cette zone de la ville comporte les subdivisions suivantes :
- Ancienne Médina
- Hay El Wifaq
- Quartier des gares
- Hay Al Mouqawama (Lebrik)
- Hay Al Houda
- Hay El Warraq
- Bab Khoukha
- Hay Rachad
- Le Bloc de 20 août

#### Khouribga-Ouest
Cette zone de la ville comporte les subdivisions suivantes :
- Hay Ryad.
- Al Qods 1
- Al Qods 2
- L'ERAC
- Inbiâat 1
- Inbiâat 2
- Inbiâat 3
- Inbiâat 4
- El Harakat
- Quartier Industriel
- Quartier El Faraj
- Lotissement El Ouarrak (Derb El khamis)

#### Khouribga-Nord
Cette zone de la ville comporte les subdivisions suivantes :
- Quartier des orangers (Leymoune).
- Quartier Administratif.
- Hay Saada (Hay Mabchour).
- Quartier Taqaddoum.
- El Fath.
- Hassania.
- Al Mostaqbal.

### Boulevards principaux
- Boulevard Moulay Youssef.
- Boulevard Mohammed VI.
- Boulevard de Marrakech.
- Boulevard Brahim Roudani.
- Boulevard Moulay Ismail.
- Boulevard de Palestine.
- Boulevard Hassan II.
- Boulevard Alfred Beaugé.
- Boulevard des Alaouîtes (ex : Boulevard des Palmiers)
- Boulevard Beni Amir
- Boulevard de la Résistance
- Boulevard Abderrahim Bouabid
- Boulevard Mohammed V
- Boulevard 16 novembre
- Boulevard Mohamed Sedqi
- Boulevard 21 août.
- Boulevard Moulay Abdellah
- Boulevard Abd Lmjid Ben Jelloun

## Jumelages
Khouribga est jumelée avec les villes suivantes :
- Kyoto (Japon).
- Brighton (Angleterre).
- Henderson (Nevada) (États-Unis).
- Clermont-Ferrand (France).
- Shenzhen (Chine).
- Florence (Italie).

## Personnalités liées à la commune
- Alfred Beaugé (1878-1935), administrateur-directeur général de l'Office Chérifien des Phosphates, fondateur de la ville de Khouribga.
- M'Hammed ben Omar, alias Anh Ma, militant communiste et syndical devenu général de la résistance vietnamienne contre l'intervention française[7].
- Bouchaïb Mouahid dit Laurens, ancien maire de Khouribga (MP) de 1975 à 2009, homme d'affaires, investisseur, député et ancien président du comité d'urbanisme au parlement Marocain.
- Bruno Catalano, sculpteur français né à Khouribga en 1960.
- Mohamed Bastaoui, acteur illustre, mort le 17 décembre 2014.
- Hindi Zahra, chanteuse, peintre, auteure et compositrice née à Khouribga le 20 juin 1979.
- Hind Dehiba, née Chahyd le 17 mars 1979 à Khouribga, athlète internationale de demi-fond.
- Otmane El Assas, footballeur.
- Aziz Senni, entrepreneur français né à Khouribga en 1976.

## Climat de Khouribga
Khouribga est une ville située au centre du Maroc, caractérisée par un climat semi-aride chaud (BSh selon la classification de Köppen). Les étés sont longs et chauds avec des températures maximales moyennes dépassant souvent les 40°C en juillet et en août. Les hivers sont doux avec des températures moyennes autour de 12°C en janvier. Les précipitations sont faibles tout au long de l'année, mais elles sont légèrement plus élevées en hiver avec une moyenne annuelle d'environ 250 mm. Les conditions climatiques à Khouribga sont très favorables à l'agriculture, en particulier la culture de l'olivier, mais peuvent être difficiles pour les activités en plein air pendant les mois d'été en raison de la chaleur intense.